# Fahler Nabel-Rötling
Der Fahle oder Blasse Nabel-Rötling (Entoloma pallens, Syn. Eccilia pallens, Paraleptonia pallens und Rhodophyllus pallens) ist eine sehr seltene Pilzart aus der Familie der Rötlingsverwandten (Entolomataceae). Innerhalb der Gattung der Rötlinge zählt er zur Untergattung Paraleptonia. Die Art kann nur anhand von mikroskopischen Merkmalen vom sehr ähnlichen Isabellfarbenen Nabel-Rötling (Entoloma neglectum) unterschieden werden.

## Merkmale

### Makroskopische Merkmale
Der Hut misst im Durchmesser zwischen (0,8) 1,5 und 3 (3,3) cm. Er ist flach-konvex geformt und besitzt in der Mitte einen kleinen Nabel. Meist hat er eine höckerige, bisweilen auch farblich abgesetzte Zone. Der Rand zeigt keine durchscheinenden Riefen, ist bereits früh nach unten geknickt und ausgeprägt gekerbt-wellig strukturiert. Die Oberfläche ist feinfilzig beschaffen. Das Farbspektrum reicht von blass ockerlich bis trüb cremefarben mit einem leichten Fleischton. Laut Originaldiagnose kann der Hut auch weißlich wie Stearin und trocken völlig weiß gefärbt sein. Die Lamellen laufen deutlich, aber nur mäßig am Stiel herab. Sie können entfernt oder eng zusammenstehen, mit 3 bis 6 Lamelletten untermischt sein, dicklich ausfallen und sich teils gabeln. Jung haben sie eine weißlich Farbe, später zartrosa und zuletzt vermutlich kräftig grau-braun. Der zylindrische und nach unten überwiegend schwach erweiterte, jedoch nie verjüngte Stiel kann im Alter auch abgeplattet sein und eine Mittelfurche aufweisen. Er wird (1,4) 1,8 bis 2,2 cm lang, 0,2 bis 0,4 cm breit und ist feinseidig überfasert. Wenn er nicht wie der Hut gefärbt ist, zeigt er einen weißen bis blass ockerfarbenen Ton. Das Fleisch hat manchmal einen mehlartigen Geruch und Geschmack.

### Mikroskopische Merkmale
An den Basidien reifen überwiegend 4 iso- bis heterodiametrische Sporen heran, die 7,5 bis 10,5 auf 7 bis 8,5 µm groß sind. Der Quotient aus Länge und Breite liegt zwischen 1,1 und 1,3, durchschnittlich bei 1,2. Die Sporen haben 7 und mehr, oft schwach ausgeprägte Ecken und wirken deshalb im Umriss mehr oder weniger knotig. Cheilozystiden fehlen. An der Basis junger Basidien (Basidiolen) können vereinzelt Schnallen beobachtet werden.

## Artabgrenzung
Der Isabellfarbene Nabel-Rötling (Entoloma neglectum) ist vom Fahlen Nabel-Rötling (Entoloma pallens) mit bloßem Auge kaum zu unterscheiden. Der Doppelgänger besitzt schmälere Sporen, deren Quotient aus Länge und Breite zwischen 1,3 und 1,7 – im Schnitt 1,45 – liegt. Darüber hinaus sind an den Hyphensepten reichlich Schnallen vorhanden. Die beiden nah verwandten Taxa könnten sich in künftigen Studien auch als konspezifisch erweisen.

## Ökologie
Der Fahle Nabel-Rötling fruktifiziert von Juni bis August. Er wächst auf grasigen Stellen in natur- und kunstdüngerbeeinflussten Wiesen sowie auf Grünstreifen an Straßenrändern. Ein Nachweis stammt aus einem Sumpf mit Torfmoosrasen und Moosbeere unter Birken. Aufgrund der spärlichen Funde sind die Standortansprüche noch weitgehend unbekannt.

## Verbreitung
Die Art konnte bislang erst in Deutschland, Spanien und Südost-Schweden nachgewiesen werden. Der Pilz gilt als sehr selten, weshalb über seine Verbreitung erst wenig bekannt ist.